# Musandam (tỉnh)

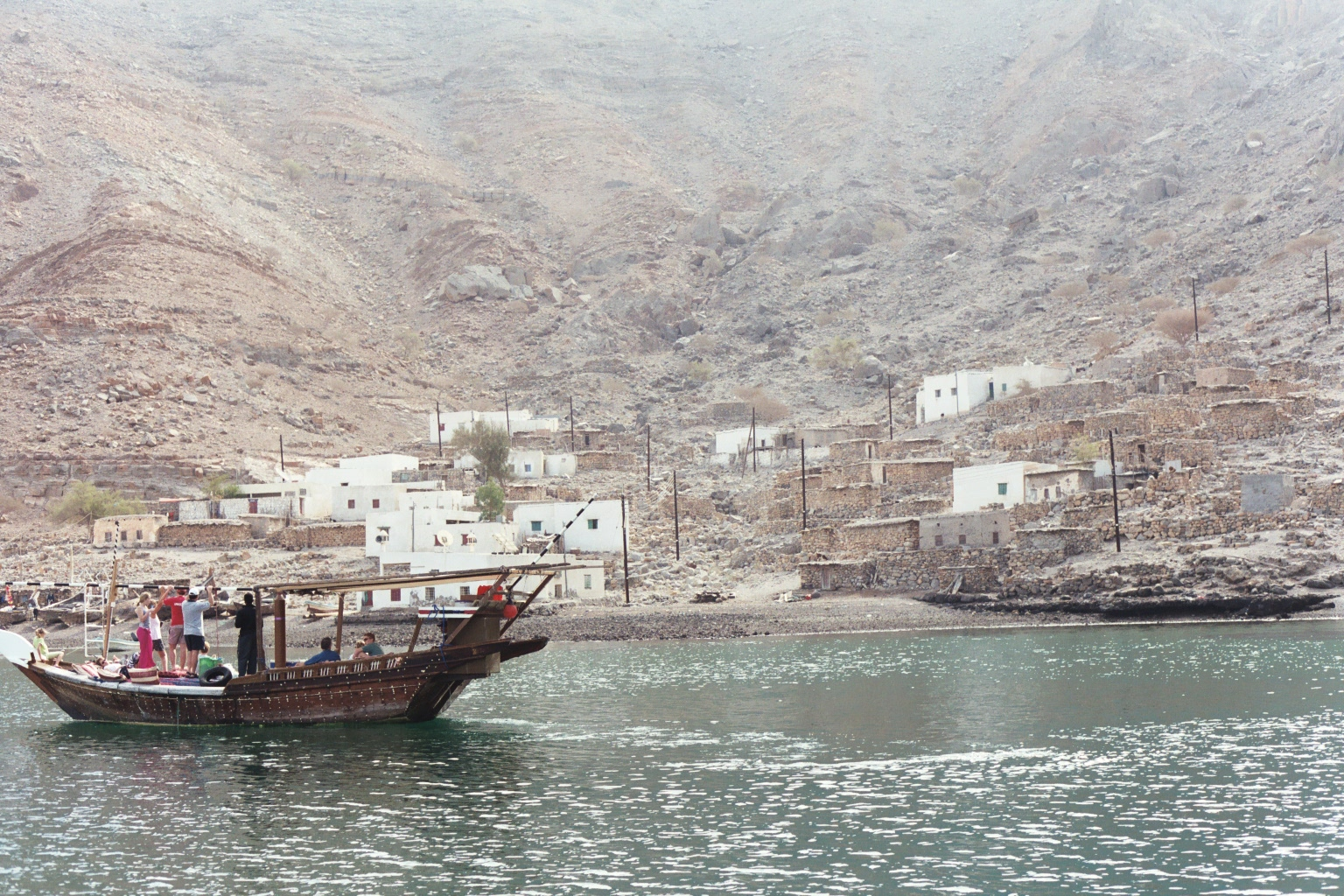
Một ngôi làng trên bán đảo Musandam

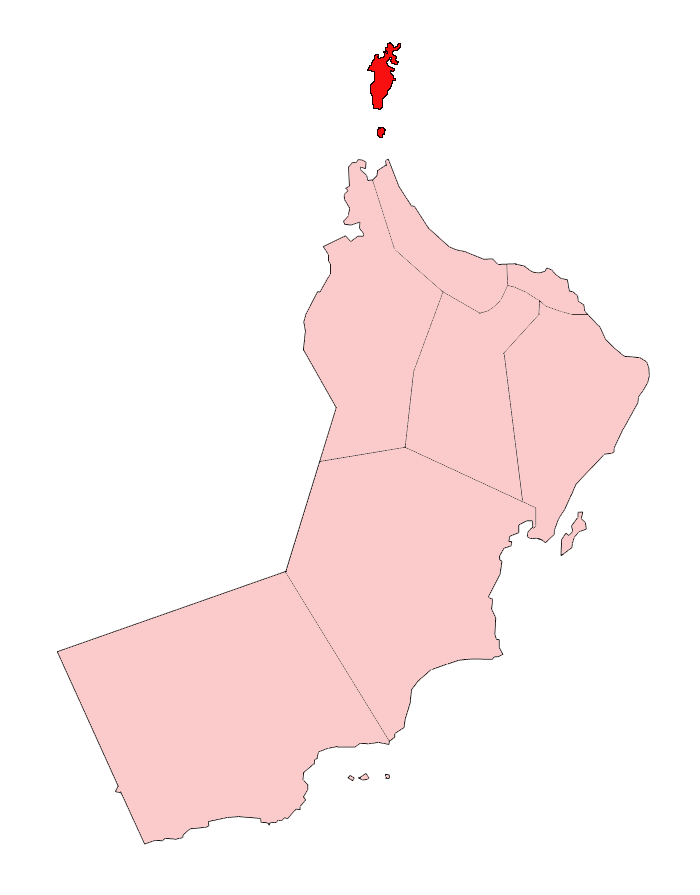
Vị trí tỉnh Musandam tại Oman

Musandam (tiếng Ả Rập: مسندم) là một tỉnh của Oman.
Về mặt địa lý, bán đảo Musandam nhô ra eo biển Hormuz, một lối đi nhỏ vào vịnh Ba Tư, từ bán đảo Ả Rập. Bán đảo Musandam là một phần lãnh thổ tách rời của Oman, tách biệt với phần còn lại của đất nước qua Các Tiểu vương quốc Ả Rập Thống nhất. Do vậy, Oman là đồng sở hữu eo biển chiến lược này với Iran. Ở phần phái bắc của Musandam, xung quanh Kumzar, ngôn ngữ được sử dụng là Kumzari, và là một ngôn ngữ thuộc nhánh tây-nam của nhóm ngôn ngữ và là một phần nhóm của tiếng Ba Tư. Bán đảo Musandam có diện tích khoảng 1.800 kilômét vuông (695 dặm vuông Anh) và dân số là 31.425 người.
Giao thông đi lại là một vấn đề từ lâu của khu vực, nhưng điều này đã được cải thiện rất nhiều kể từ năm 2008 với tuyến phà chở khách nhanh nhất thế giới phục vụ di lại giữa Muscat và Musandam.

## Hành chính
Musandam bao gồm 4 quận (wilayat):
1. Khasab
2. Bukha
3. Dibba Al-Baya
4. Madha

Khasab là trung tâm hành chính của tỉnh.